# Префектура Точиги
Точиги (Јапански:栃木県; Tochigi-ken) је префектура у Јапану која се налази у региону Канто на острву Хоншу. Главни град је Уцуномија.